# Govinda (hindouisme)
Pour les articles homonymes, voir Govinda.

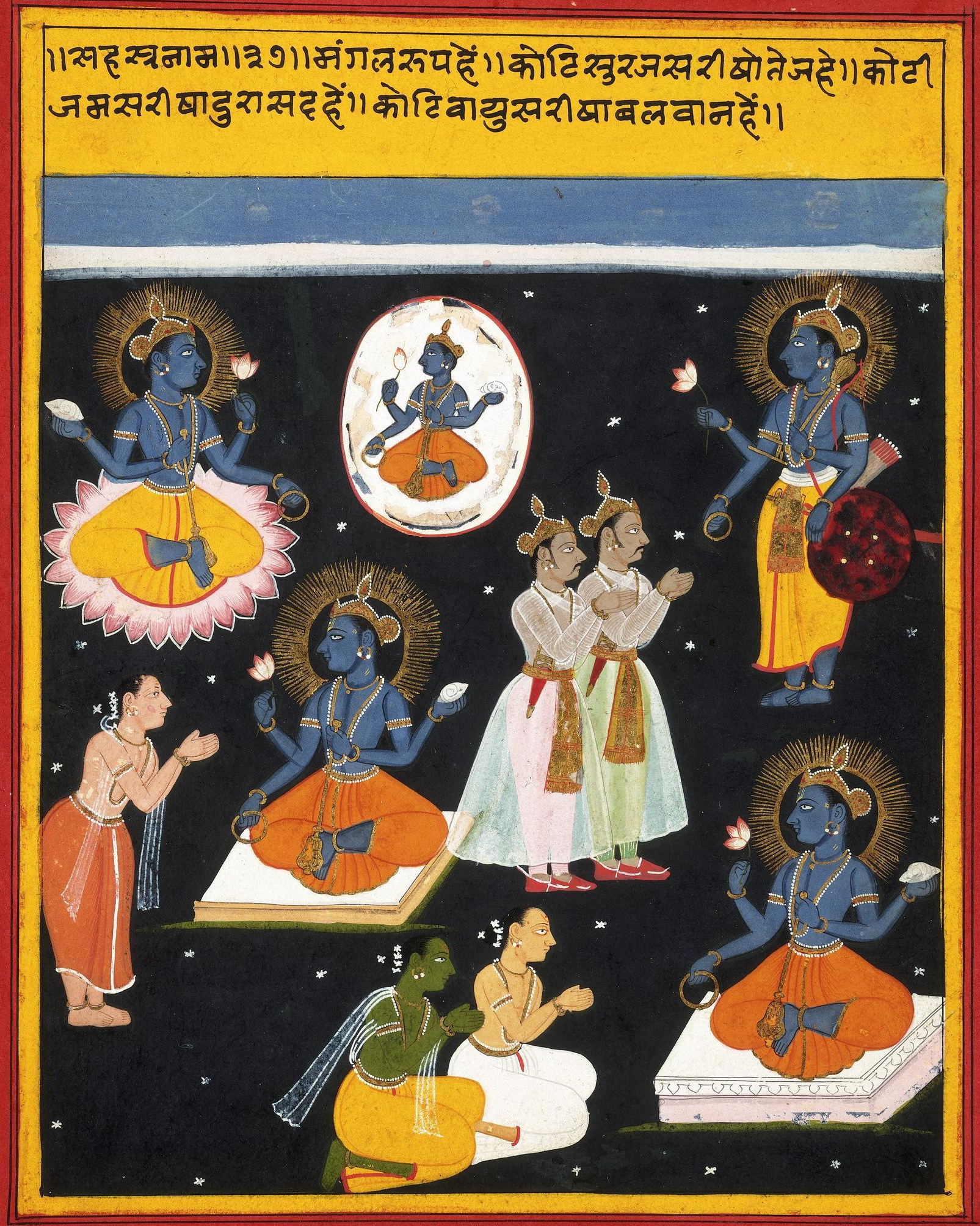
Illustration du Vishnu Sahasranāma, XVIIe siècle.

Govinda (ou encore Govimda ou Govind) est un des noms de Krishna, huitième avatar de Vishnou, un des principaux dieux de l'hindouisme . Ces noms apparaissent dans le Vishnu Sahasranāma (en), une liste de mille noms que porte Vishnou. 

## Étymologie
Govinda signifie « celui qui trouve (govin) les vaches (go) », la vache étant un animal sacré en Inde. Selon une autre interprétation, Govinda serait une altération de « gopêndra, chef (indra) des gardiens de vaches (go-pa) ».

## La légende
Quoi qu'il en soit, le nom est lié à l'histoire de l'adolescence de Krishna. Recueilli par Nanda, il gardait son troupeau. Il jouait souvent de la flûte pour charmer les vaches et les gardiennes de vaches (les gopis).
On peut voir dans cette histoire le symbole des fidèles (les animaux) sur lequel le dieu veille afin que nul ne se perde. La mélodie de la flûte éloigne les forces du mal et rappelle l'amour du Seigneur pour celles et ceux dont il a la garde.

## Dans les arts
Au xiie siècle, le poète Jayadeva écrit le Gita-Govinda qui célèbre (c'est le sens de gita) Govinda et ses amours avec la bergère Râdhâ.  Cette œuvre est un des chefs-d’œuvre de la poésie lyrique en sanskrit.

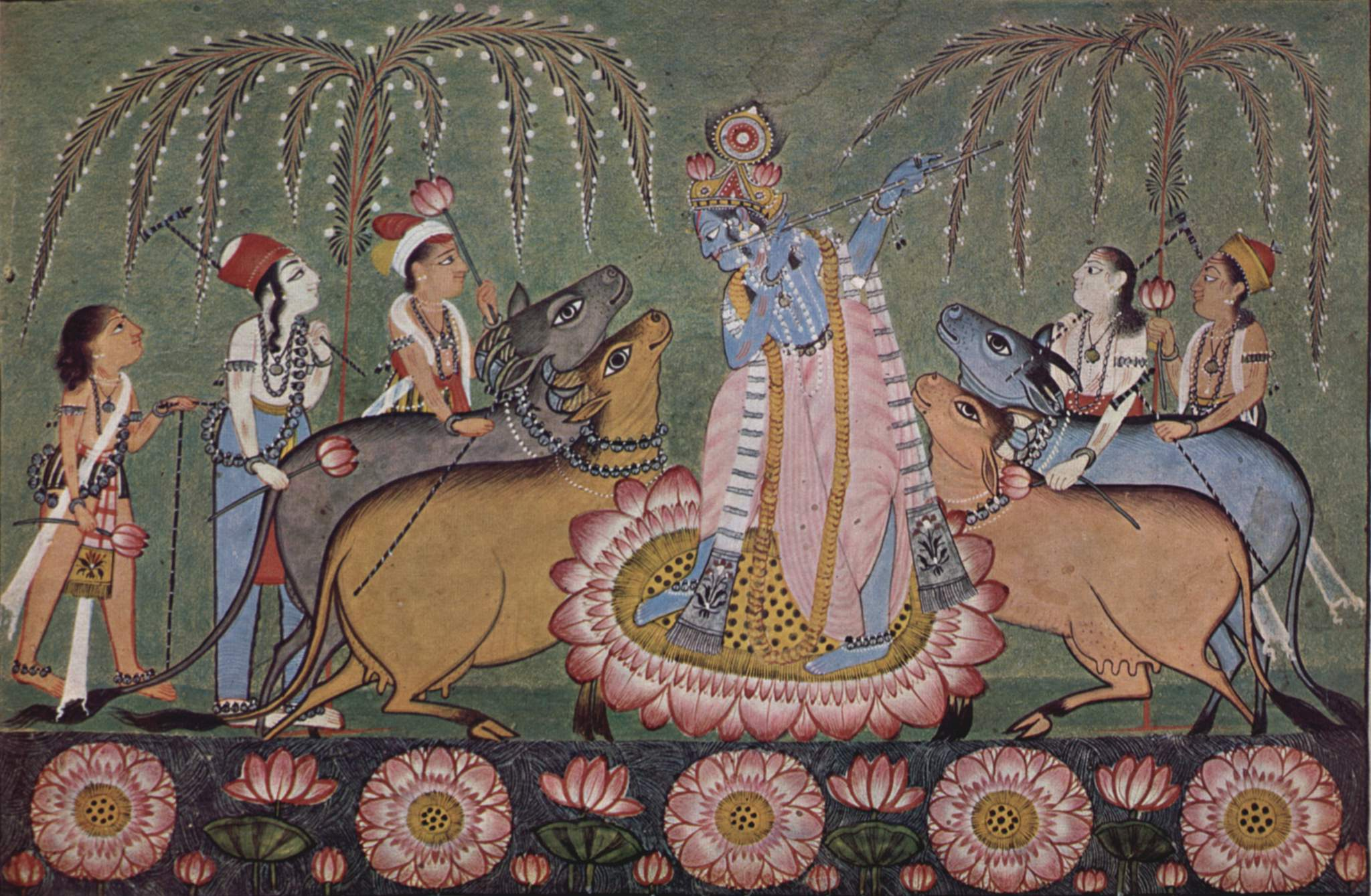
Krishna jouant de la flûte. Peinture indienne, vers 1740. (Museum of Fine Arts, Boston)